# Circuito receptor
Circuito receptor, ou simplesmente receptor é o termo genérico para qualquer circuito eletrônico responsável por receber ou captar um sinal externo que passará por um conversor que o transformará em um sinal útil. Um exemplo bem comum disso, é o circuito receptor de rádio, que captam as radiações eletromagnéticas do ar que são posteriormente transformados em sinais sonoros.